# Selo de Minnesota
O Grande Selo do Estado de Minnesota é o selo do estado americano de Minnesota. Originalmente adotadas em 1858, que sofreu várias alterações desde então, em 1971 e 1983.

## Simbolismo
O sol, visível no horizonte ocidental, significa o verão no hemisfério norte. O horizonte de visibilidade significa as planícies que cobrem muito de Minnesota. O Índio norte-Americano a cavalo é cavalo para o sul, e representa o Índio Americano o patrimônio de Minnesota. O Índio a cavalo e lança, e  o rifle, e arado representam ferramentas que foram utilizadas para a caça e mão de obra. O tronco simboliza a importância da indústria da madeira em Minnesota história. O Rio Mississippi e St. Anthony Falls são retratados notar a importância destes recursos no transporte e na indústria. O solo cultivado e o arado, simbolizam a importância da agricultura no estado de Minnesota. Além das cataratas três pinheiros, que representam o estado da árvore e três pinheiros regiões de Minnesota; a St. Croix, Mississippi, e do Lago Superior.
Na versão original, o Índio é vestido com seus trajes de guerra, enquanto o agricultor no campo, com sua arma de fogo. Não parece ter sido de grande tensão entre certas tribos dos Sioux e os colonos. "O Índio Vingança" por Alexander Berghold, escreve sobre um surto de ataques indígenas, que começou muito como a cena em que o selo original. O autor faz a afirmação de que após os ataques, os colonos foram autorizados a matar qualquer Sioux que foi encontrado em um acordo e que nenhum colono deixou sua casa sem o seu rifle. Ele continua a dizer, "O selo do Estado, portanto, parece muito apropriado."
O primeiro selo foi adotada no ano de 1858, e que os ataques foram em 1862.

## Selos do governo de Minnesota

Selo do Minnesota Departamento de Transporte
Selo do Minnesota Guarda Nacional